# Corchorus rostratus
Corchorus rostratus là một loài thực vật có hoa trong họ Cẩm quỳ. Loài này được Danguy mô tả khoa học đầu tiên năm 1926.